# عبد المجيد التلمساني
عبد المجيد التلمساني ولد عام 1938، لاعب كرة قدم تونسي. توفي في 8 يوليو 2020

## ترجمته
لعب ضمن نادي الترجي الرياضي التونسي والفريق الوطني التونسي لكرة القدم. وقد شغل خطة متوسط ميدان هجومي وجناح أيمن ، وقد أحرز على لقب أحسن هداف لعامين على التوالي: ففي عام 1959 سجل 32 هدفا، وهو بذلك صاحب الرقم القياسي في أحسن الهدافين التونسيين ، وفي عام 1960 سجل 22 هدفا. وهو والد اللاعب زياد التلمساني.

## إشارات مرجعية
1. ↑  "وفاة عبدالمجيد التلمساني.. الهداف التاريخي للترجي التونسي". 8 يوليو 2020. مؤرشف من الأصل في 2020-07-12. اطلع عليه بتاريخ 2020-07-12.
2. ↑  "Grand buteur de l'EST, Abdelmajid Tlemçani n'est plus" (بالفرنسية). Retrieved 2020-07-08.
3. ↑   https://www.realites.com.tn/2020/07/grand-buteur-de-lest-abdelmajid-tlemcani-nest-plus/. {{استشهاد ويب}}: |url= بحاجة لعنوان (مساعدة) والوسيط |title= غير موجود أو فارغ (من ويكي بيانات) (مساعدة)
4. ↑  أفضل 10 لاعبين في تاريخ الترجي التونسي نسخة محفوظة 06 2يناير1 على موقع واي باك مشين.
5. 1 2  الهداف التاريخي للبطولة التونسية عبد المجيد التلمساني يتحدّى: عفوا، لا مجال لتحطيم رقمي القياسي [وصلة مكسورة] نسخة محفوظة 11 نوفمبر 2011 على موقع واي باك مشين.
6. ↑  الترجــــــي يحتفـــــل [وصلة مكسورة] نسخة محفوظة 11 نوفمبر 2011 على موقع واي باك مشين.